# Krivo Pole, Haskovo
Krivo Pole (în bulgară Криво Поле) este un sat în comuna Haskovo, regiunea Haskovo,  Bulgaria. 

## Demografie
Componența etnică a satului Krivo Pole
     Bulgari (46,1%)
     Romi (43,02%)
     Nicio identificare (7,68%)
     Altele (3,62%)
La recensământul din 2011, populația satului Krivo Pole era de 911 locuitori. Nu există o etnie majoritară, locuitorii fiind bulgari (46,1%) și romi (43,02%). Pentru 7,68% din locuitori nu este cunoscută apartenența etnică.